# Гиповолемия
Гиповолеми́я — уменьшение объёма циркулирующей крови. Гиповолемия проявляется в неадекватном конечно-диастолическом давлении, что приводит к уменьшенному сердечному выбросу и снижению перфузии.

## Причины
Частыми причинами гиповолемии являются обезвоживание (дегидратация), кровотечение, тяжёлые ожоги и действие лекарственных средств (например, мочегонных или сосудорасширяющих, неадекватный выбор параметров гемодиализа).
Гиповолемия часто встречается у хирургических больных, пациентов с травмами и в критических состояниях. Гиповолемия может быть результатом потери объёма циркулирующей крови после кровоизлияния (абсолютная гиповолемия) или неадекватного увеличения ёмкости кровеносных сосудов, как при сосудорасширяющем шоке (относительная гиповолемия).

## Признаки
Признаки и симптомы гиповолемии в первую очередь обусловлены последствиями снижения объёма циркулирующей крови и последующего уменьшения количества крови, достигающей тканей организма. Пациент может чувствовать головокружение, слабость, тошноту или сильную жажду. Может быть внутреннее кровотечение без внешней кровопотери или других явных признаков.

## Последствия
Тяжёлая гиповолемия приводит к гиповолемическому шоку.
Гиповолемия стимулирует выделение вазопрессина, который повышает артериальное давление, вследствие чего усиливается кровоток и улучшается питание органов и тканей.
Снижение объёма циркулирующей крови может привести к недостаточности ряда внутренних органов, повреждению почек, головного мозга и смерти.